# Jožef Ajlec
Jožef Ajlec (tudi Jozef Ajlez, Jožef Ajlez, Jozef Ajletz), slovenski kipar, * 18. marec 1874, Lastomerci, † 19. september 1944, Dunaj.
Jožef Ajlec se je rodil leta 1874 v Lastomercih. Staršem je pobegnil v Maribor, kjer se je pri rezbarju I. Čuvanu učil tri leta.  Nato je delal kot pomočnik v Gradcu. Leta 1898 se je vpisal v splošni kiparski oddelek dunajske umetniške akademije (učenec Edmunda von Hellmerja in Hansa Bitterlicha), ki ga je podprt s štipendijami štajerskega deželnega odbora ter zgornjeradgonske pa tudi ptujske posojilnice končal 1902 in nato stopil v strokovno šolo Carla Kundmanna, ki jo končal leta 1906. Na Dunaju je bil med ustanovni člani kluba Vesna. Leta 1907 je potoval v Italijo, 1908 v Rusijo, nato po Nemčiji, kjer je dlje časa delal pri Friedrichu Hausmannu v Frankfurtu. Ko se je nastanil na Dunaju kjer je imel tudi atelje je dobil več naročil za tamkajšno novo cerkev v XI. okraju. Ajlec je najrajši ustvarjal portrete, ki jih je delal v kamnu, lesu in bronu. Njegove skulptura se nahajajo na Dunaju in Moskvi. Od leta 1912 do 1914 je napravil  bronast križev pot za simmerinško cerkev na Dunaju.